# Óscar Soto
Óscar Soto Carrillo, né le 9 juin 1983 à Mexico, est un pentathlonien mexicain.

## Palmarès
| Discipline/Année                         | 2002 | 2003 | 2004 | 2005 | 2006 | 2007 | 2008 | 2009 | 2010 | 2011 | 2012 |
| ---------------------------------------- | ---- | ---- | ---- | ---- | ---- | ---- | ---- | ---- | ---- | ---- | ---- |
| Jeux olympiques Individuel               | -    | -    | -    | -    | -    | -    | 8e   | -    | -    | -    | 14e  |
| Championnats du monde seniors Individuel | -    | -    | -    | -    | -    | -    | -    | -    | -    | -    | -    |
| Championnats du monde seniors Équipe     | -    | -    | -    | -    | -    | -    | -    | -    | -    | -    | -    |
| Championnats du monde seniors Relais     | -    | -    | -    | -    | -    | -    | -    | -    | -    | -    | -    |
| Jeux panaméricains Individuel            | -    | -    | -    | -    | -    | -    | -    | -    | -    | 1e   | -    |

Ce palmarès n'est pas complet